# Amphitecna sessilifolia
Amphitecna sessilifolia là một loài thực vật có hoa trong họ Chùm ớt. Loài này được (Donn.Sm.) L.O.Williams mô tả khoa học đầu tiên năm 1973.